# Next Door
Pour plus de détails, voir Fiche technique et Distribution.
Next Door (Naboer) est un thriller norvégien réalisé par Pål Sletaune, sorti en 2005.

## Synopsis
John ouvre sa porte à Ingrid, son ex petite amie qui vient récupérer ses affaires. Cette visite le trouble profondément. Il fait ensuite la connaissance de deux jeunes voisines aux comportements étranges, l'une d'entre elles, Kim, est nymphomane et masochiste et le provoque sexuellement. John se perd dans ses cauchemars, incapable de faire la différence entre la réalité et ses fantasmes. 

## Fiche technique
- Titre original : Naboer
- Titre français : Next Door
- Réalisation et scénario : Pål Sletaune
- Production : Pål Sletaune et Ib Tardini
- Musique : Simon Boswell
- Photographie : John Andreas Andersen
- Pays d'origine :  Norvège,  Danemark,  Suède
- Langues originales : norvégien, suédois
- Format : couleur - 35 mm - 2,35:1 - son Dolby Digital
- Genre : Thriller
- Durée : 75 minutes

## Distribution
- Kristoffer Joner (VF : Fabien Briche) : John
- Cecilie A. Mosli (VF : Laurence Mongeaud) : Anne, la première voisine
- Julia Schacht (VF : Léa Gabriele) : Kim, la seconde voisine
- Anna Bache-Wiig (VF : Marie Gamory) : Ingrid, l'ancienne petite amie de John
- Michael Nyqvist (VF : Bruno Magne) : Åke, le nouveau compagnon d'Ingrid
- Øystein Martinsen (VF : Fabien Jacquelin) : Peter

Source et légende : Version française (VF) sur Doublagissimo